# آیووتا (لوئیزیانا)

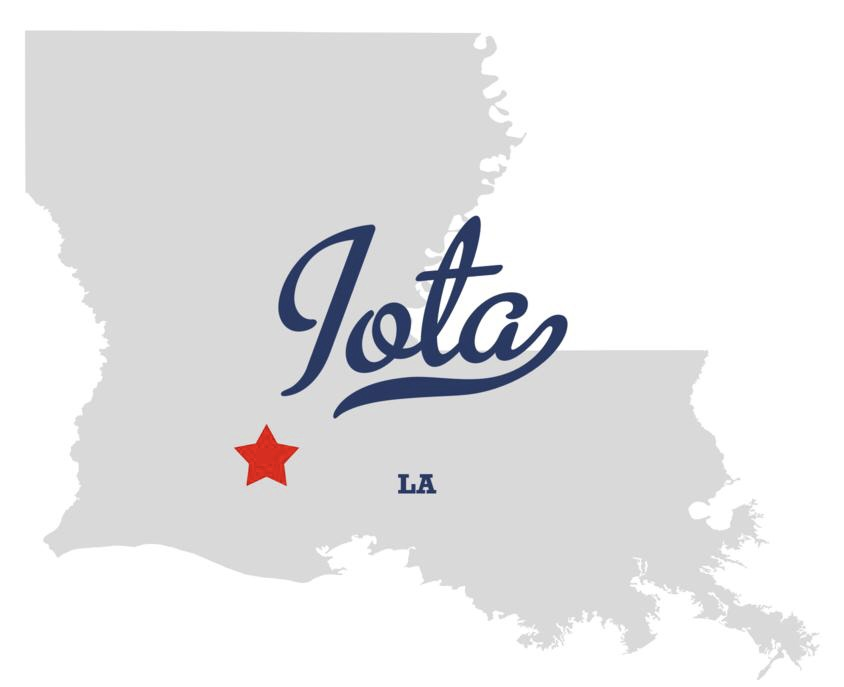
آیوتا، لوئیزیانا

آیووتا (به انگلیسی: Iota) شهری در ایالت لوئیزیانا کشور ایالات متحده آمریکا است که جمعیت آن در سرشماری سال ۲۰۱۰ میلادی، ۱٬۵۰۰ نفر بوده‌است.